# Liste der Baudenkmale in Göhrde
In der Liste der Baudenkmale in Göhrde sind alle Baudenkmale der niedersächsischen Gemeinde Göhrde aufgelistet. Die Quelle der IDs und der Beschreibungen ist der Denkmalatlas Niedersachsen. Der Stand der Liste ist der 16. Februar 2021.

## Allgemein
In den Spalten befinden sich folgende Informationen:
- Lage: die Adresse des Baudenkmales und die geographischen Koordinaten. Kartenansicht, um Koordinaten zu setzen. In der Kartenansicht sind Baudenkmale ohne Koordinaten mit einem roten Marker dargestellt und können in der Karte gesetzt werden. Baudenkmale ohne Bild sind mit einem blauen Marker gekennzeichnet, Baudenkmale mit Bild mit einem grünen Marker.
- Bezeichnung: Bezeichnung des Baudenkmales
- Beschreibung: die Beschreibung des Baudenkmales. Unter § 3 Abs. 2 NDSchG werden Einzeldenkmale und unter § 3 Abs. 3 NDSchG Gruppen baulicher Anlagen und deren Bestandteile ausgewiesen.
- ID: die Objekt-ID des Baudenkmales
- Bild: ein Bild des Baudenkmales, ggf. zusätzlich mit einem Link zu weiteren Fotos des Baudenkmals im Medienarchiv Wikimedia Commons. Wenn man auf das Kamerasymbol klickt, können Fotos zu Baudenkmalen aus dieser Liste hochgeladen werden:

## Göhrde

### Gruppen baulicher Anlagen in Göhrde
| Lage                                                            | Bezeichnung                       | Beschreibung | ID       | Bild |
| --------------------------------------------------------------- | --------------------------------- | --- | -------- | ---- |
| Ehemaliges Forstmeisterdienstgehöft 53° 8′ 20″ N, 10° 52′ 50″ O | Hofanlage                         | Die Kaiser-Wilhelm-Allee 5 in Göhrde ist das ehemalige Forstmeisterdienstgehöft des Dorfes und Jagdschlosses Göhrde. Es liegt südwestlich des Schlosses und besteht aus einem Wohn-/Wirtschaftsgebäude des frühen 19. Jahrhunderts, einer Scheune von 1733 und einem Stall von 1911. | 30826674 |      |
| 53° 8′ 25″ N, 10° 52′ 38″ O                                     | Jagdschloss Göhrde, Schlossanlage | Das ehemalige Jagdschloss wurde ab 1705 unter Kurfürst Georg Ludwig erbaut. Es bestand ursprünglich aus dem Hauptschloss mit Corps de Logis und zwei Flügeln sowie zahlreichen Nebenbauten Der ehemalige Marstall 1869 (nach Abriss des Schlosses 1826) wurde unter Wilhelm I. zum neuen ‚Schloss‘ ausgebaut. Erhalten sind auch die ehemalige Küche und die ehemalige Remise. Jenseits der Straße steht das alte Jagdhaus von 1652. Weitere dazugehörige Objekte sind zwei abseits liegende Torwärterhäuser, Ställe, ein Pavillon und die gesamte Grünanlage mit altem Baumbestand. | 30826684 |      |

### Einzeldenkmal in Göhrde
| Lage                                                | Bezeichnung                            | Beschreibung | ID       | Bild |
| --------------------------------------------------- | -------------------------------------- | --- | -------- | ---- |
| Kaiser Wilhelm Allee 53° 8′ 26″ N, 10° 52′ 38″ O    | Grünanlage                             | Die Grünanlage zwischen dem Schloss Göhrde (ehemaliger Marstall) und der Straße (B 216) besteht aus einem dreieckigen begrünten Platz mit altem Baumbestand und der Zuwegung auf das ehemalige Schlossgelände. | 30845362 | BW   |
| Kaiser-Wilhelm-Allee 53° 8′ 23″ N, 10° 52′ 43″ O    | Allee                                  | Die ehemalige Lindenallee von 1717 hat sich an der Kaiser-Wilhelm-Allee im Bereich des Jagdschlosses Göhrde erhalten. | 30845381 | BW   |
| Kaiser-Wilhelm-Allee 53° 8′ 26″ N, 10° 52′ 38″ O    | Hubertusdenkmal                        | Das sogenannte ‚Hubertusdenkmal‘ besteht aus Sandstein und zeigt einen Jäger mit Hirsch auf Podest. | 30845343 | BW   |
| Kaiser-Wilhelm-Allee 5 53° 8′ 20″ N, 10° 52′ 50″ O  | Wohnhaus                               | Langgestrecktes, eingeschossiges Fachwerkgebäude mit Backsteinausfachung unter Halbwalmdach in Hohlpfannendeckung. Errichtet Anfang des 19. Jahrhunderts. | 30845013 | BW   |
| Kaiser-Wilhelm-Allee 5 53° 8′ 19″ N, 10° 52′ 54″ O  | Scheune                                | Fachwerkbau mit Backsteinausfachung in Zweiständerkonstruktion und unter Halbwalmdach in Reetdeckung. Errichtet 1733 (i). | 30844992 | BW   |
| Kaiser-Wilhelm-Allee 5 53° 8′ 20″ N, 10° 52′ 52″ O  | Stall                                  | Eineinhalbgeschossiges Gebäude mit massivem Erdgeschoss, darüber ein Fachwerkdrempel; unter ziegelgedecktem Krüppelwalmdach. Errichtet 1911. | 38559918 | BW   |
| Kaiser-Wilhelm-Allee 12 53° 8′ 26″ N, 10° 52′ 42″ O | Jagdhaus                               | Zweigeschossiger traufständiger Fachwerkbau mit Backsteinausfachung, unter Walmdach in Hohlpfannendeckung. Errichtet 1652. | 30844949 |      |
| König-Georg-Allee 53° 8′ 27″ N, 10° 52′ 44″ O       | Kurprinzenstall                        | Langgestreckter Fachwerkbau mit Backsteinausfachung; unter Satteldach in Hohlpfannendeckung. Errichtet 1705 bis 1712.(Großteils Neubau um 2000.) | 30844902 | BW   |
| Kaiser-Wilhelm-Allee 53° 8′ 21″ N, 10° 52′ 34″ O    | Sommerhaus (Wohnhaus)                  | Zweigeschossiger Fachwerkbau auf massivem Sockel unter Walmdach in Hohlpfannendeckung. Errichtet 1712/1713. | 30844878 | BW   |
| Kaiser-Wilhelm-Allee 6 53° 8′ 25″ N, 10° 52′ 39″ O  | Prinzenhaus (Wohnhaus)                 | Zweigeschossiger Fachwerkbau mit Backsteinausfachung, unter Walmdach in Hohlpfannendeckung. Fassade allseitig holzverschalt mit Werksteinimitation. Errichtet 1722; großflächiger Umbau zwischen 1837 und 1839 durch den hannoverschen Hofarchitekten Georg Friedrich Laves. | 30844926 | BW   |
| Kaiser-Wilhelm-Allee 6 53° 8′ 26″ N, 10° 52′ 40″ O  | Staatswagenremise                      | Eingeschossiger Fachwerkbau unter Walmdach in Hohlpfannendeckung. Errichtet zwischen 1705 und 1712. | 30845212 | BW   |
| Kaiser-Wilhelm-Allee 4 53° 8′ 26″ N, 10° 52′ 36″ O  | Jagdschloss Göhrde (Bauwerk)           | Eingeschossiger, axialsymmetrischer Fachwerkbau mit Backsteinausfachung, der in zweigeschossigen Kopfbauten aus gleichem Material an beiden Enden ausläuft. Satteldach über dem Mitteltrakt; Walmdächer über den Kopfbauten in Hohlpfannendeckung. Errichtet 1706 bis 1712 durch den hannoverschen Hofarchitekten Remy de la Fosse als Marstallgebäude, Umbau 1869 zum „neuen“ Schloss. | 30844857 |      |
| Kaiser-Wilhelm-Allee 8 53° 8′ 27″ N, 10° 52′ 33″ O  | Pletthaus, Pavillon (Bauwerk)          | Zweigeschossiger Fachwerkbau über quadratischem Grundriss unter Walmdach in Hohlpfannendeckung; ehemals als „Plett-Haus“ genutzt. Errichtet zwischen 1712 und 1738. | 30844836 | BW   |
| König-Georg-Allee 5 53° 8′ 30″ N, 10° 52′ 54″ O     | Celler Stall                           | Ein- und zweigeschossiger, langgestreckter Fachwerkbau unter Satteldächern in Hohlpfannendeckung (nach 1979 mit Halbwalm verändert); ehemaliger „Celler Pferdestall“, heute nur teilweise erhalten und als Waldmuseum genutzt. Errichtet 1677 (i). | 30845421 | BW   |
| B 216 53° 8′ 47″ N, 10° 52′ 3″ O                    | Torwärterhaus des Jagdschlosses Göhrde | Eingeschossiges giebelständiges Wohnhaus in Fachwerk mit Backsteinausfachung unter Satteldach. Im rückwärtigen Bereich massiv in Backstein. Erbaut Anfang des 19. Jahrhunderts. Das Torwärterhaus gehört zum ehemaligen Jagdschloss Göhrde und ist der nördliche Eingang in das ehemalige Jagdgebiet.                                                                                   | 30845057 | BW   |
| B 216 53° 7′ 44″ N, 10° 54′ 18″ O                   | Torwärterhaus des Jagdschlosses Göhrde | Eingeschossiges giebelständiges Wohnhaus in Fachwerk mit Backsteinausfachung unter Satteldach. Errichtet Anfang des 19. Jahrhunderts. Das Torwärterhaus in Schnadlitz gehört zum ehemaligen Jagdschloss Göhrde und ist der südliche Eingang in das ehemalige Jagdgebiet. | 30845034 | BW   |

## Bredenbock

### Gruppen baulicher Anlagen in Bredenbock
| Lage                        | Bezeichnung | Beschreibung | ID       | Bild |
| --------------------------- | ----------- | --- | -------- | ---- |
| 53° 8′ 10″ N, 10° 57′ 12″ O | Ortsmitte   | In der Ortsmitte des Dorfes befindet sich ein begrünter Platz mit der 1732 errichteten Kapelle, einem zugehörigen frei platzierten hölzernen Glockenstuhl und einem Kriegerdenkmal für die Gefallenen des Ersten Weltkriegs. | 30826695 |      |

### Einzeldenkmal in Bredenbock
| Lage                                          | Bezeichnung              | Beschreibung | ID       | Bild |
| --------------------------------------------- | ------------------------ | --- | -------- | ---- |
| Ortsmitte 53° 8′ 10″ N, 10° 57′ 12″ O         | Kriegerdenkmal           | Kriegerdenkmal für die Gefallenen des Ersten Weltkriegs, bestehend aus einem Steinkreis aus Feldsteinen und weiteren Steinen und Findlingen. Das Zentrum der Anlage ist mit einem großen, aufrecht stehenden Findling markiert, an dem eine Tafel mit den Namen der Opfer angebracht ist. | 30845444 | BW   |
| Bredenbock Nr. 27 53° 8′ 11″ N, 10° 57′ 16″ O | Wohn-/Wirtschaftsgebäude | Zweiständerhaus in Fachwerk mit Backsteinausfachung, unter Halbwalmdach. Errichtet 1793 (i). Ehemalige Nr. 21 | 30845484 |      |
| Ortsmitte 53° 8′ 9″ N, 10° 57′ 11″ O          | Kapelle (Bauwerk)        | Erbaut 1732. Die Kapellengemeinde gehört zur St. Johanniskirche in Hitzacker. | 30845463 |      |

## Dübbekold

### Ehemalige Einzeldenkmal in Dübbekold
| Lage                              | Bezeichnung                  | Beschreibung | ID | Bild |
| --------------------------------- | ---------------------------- | ------------ | -- | ---- |
| Nr. 3 53° 8′ 48″ N, 10° 53′ 10″ O | Wohn- und Wirtschaftsgebäude |              |    | BW   |

## Kollase

### Einzeldenkmal in Kollase
| Lage                                        | Bezeichnung              | Beschreibung | ID       | Bild |
| ------------------------------------------- | ------------------------ | --- | -------- | ---- |
| Kollase Nr. 1 A 53° 6′ 54″ N, 10° 53′ 58″ O | Wohn-/Wirtschaftsgebäude | Großes Zweiständerhaus in Fachwerk mit Backsteinausfachung und unter Halbwalmdach in Hohlpfannendeckung; westliche Traufseite in Backsteinmauerwerk ersetzt. Errichtet 1757 (i). | 30845325 | BW   |
| Kollase Nr. 5 53° 6′ 50″ N, 10° 53′ 59″ O   | Wohn-/Wirtschaftsgebäude | Großes Zweiständerhaus in Fachwerk mit Backsteinausfachung und unter Halbwalmdach in Hohlpfannendeckung. Errichtet 1811 (i).                                                     | 30845307 | BW   |

### Ehemalige Einzeldenkmal in Kollase
| Lage                              | Bezeichnung                  | Beschreibung | ID | Bild |
| --------------------------------- | ---------------------------- | ------------ | -- | ---- |
| Nr. 2 53° 6′ 48″ N, 10° 53′ 54″ O | Wohn- und Wirtschaftsgebäude |              |    | BW   |

## Mailage

### Einzeldenkmal in Mailage
| Lage                                      | Bezeichnung              | Beschreibung | ID       | Bild |
| ----------------------------------------- | ------------------------ | --- | -------- | ---- |
| Mailage Nr. 1 53° 7′ 21″ N, 10° 54′ 41″ O | Wohn-/Wirtschaftsgebäude | Kleines Zweiständerhaus in Fachwerk mit Backsteinausfachung und unter Halbwalmdach in Hohlpfannendeckung. Errichtet 1846 (i). | 30845289 | BW   |

## Metzingen

### Einzeldenkmal in Metzingen
| Lage                                     | Bezeichnung              | Beschreibung | ID       | Bild |
| ---------------------------------------- | ------------------------ | --- | -------- | ---- |
| Dorfstraße 4 53° 7′ 51″ N, 10° 57′ 22″ O | Wohn-/Wirtschaftsgebäude | Zweiständerhaus in Fachwerk mit Backsteinausfachung; unter Halbwalmdach. Errichtet 1864 (i). Das Haus steht mit seinem Wirtschaftsteil zum ehemaligen Rundling im Norden, trägt jedoch die Adresse der südlich gelegenen Dorfstraße. | 30845271 | BW   |

## Sarenseck

### Einzeldenkmal in Sarenseck
| Lage                                    | Bezeichnung              | Beschreibung                                                                                 | ID       | Bild |
| --------------------------------------- | ------------------------ | -------------------------------------------------------------------------------------------- | -------- | ---- |
| Bauernstr. 1 53° 7′ 35″ N, 11° 0′ 52″ O | Wohn-/Wirtschaftsgebäude | Zweiständerhaus in Fachwerk mit Backsteinausfachung, unter Halbwalmdach. Errichtet 1771 (i). | 30845253 | BW   |

### Ehemalige Einzeldenkmal in Sarenseck
| Lage                              | Bezeichnung                  | Beschreibung | ID | Bild |
| --------------------------------- | ---------------------------- | ------------ | -- | ---- |
| Nr. 1a 53° 7′ 36″ N, 11° 0′ 51″ O | Wohn- und Wirtschaftsgebäude |              |    | BW   |

## Schmardau

### Einzeldenkmal in Schmardau
| Lage                                        | Bezeichnung              | Beschreibung | ID       | Bild |
| ------------------------------------------- | ------------------------ | --- | -------- | ---- |
| Schmardau Nr. 1 53° 6′ 52″ N, 10° 58′ 10″ O | Wohn-/Wirtschaftsgebäude | Langgestrecktes Vierständerhaus in Fachwerk mit Backsteinausfachung, unter Halbwalmdach. Errichtet Anfang des 19. Jahrhunderts. | 30845235 | BW   |
| Schmardau Nr. 5 53° 6′ 44″ N, 10° 58′ 1″ O  | Wohn-/Wirtschaftsgebäude | Vierständerhaus in Fachwerk mit Backsteinausfachung und unter Halbwalmdach. Errichtet 1887 (i). | 30845138 | BW   |
| Schmardau Nr. 13 53° 6′ 44″ N, 10° 58′ 9″ O | Wohn-/Wirtschaftsgebäude | Zweiständerhaus in Fachwerk mit Backsteinausfachung und unter Halbwalmdach in Reetdeckung. Errichtet Anfang des 18. Jahrhunderts. Verlängerung des Wirtschaftsteils 1885 (i). Ehemalige Hofstelle Nr. 3 (bis 1988 Nr. 3A, dann Nr. 3B). | 30845194 | BW   |

## Tollendorf

### Einzeldenkmal in Tollendorf
| Lage                                   | Bezeichnung   | Beschreibung | ID       | Bild |
| -------------------------------------- | ------------- | --- | -------- | ---- |
| Landstraße 53° 8′ 17″ N, 10° 57′ 56″ O | Mühlengebäude | Hölzerner, achteckiger, nach oben sich verjüngender, sparsam durchfensterter Aufbau, auf massivem, zweigeschossigem, oktogonalem Unterbau; Kappe und Windwerk entfernt. Errichtet 1910. | 30845177 | BW   |

## Wedderien

### Gruppen baulicher Anlagen in Wedderien
| Lage                                        | Bezeichnung | Beschreibung | ID       | Bild |
| ------------------------------------------- | ----------- | --- | -------- | ---- |
| Wedderien Nr. 1 53° 5′ 55″ N, 10° 56′ 54″ O | Hofanlage   | Die Anlage liegt mittig in dem schon im 19. Jahrhundert nur aus drei Hofstellen bestehenden Dorfbestehend aus einem Wohn-/Wirtschaftsgebäude von 1862 und mehreren Nebengebäuden sowie ausgedehnten Grünflächen, altem Baumbestand, Resten von altem Hofpflaster sowie den Überresten der Umfriedungsmauer. | 30826706 | BW   |

### Einzeldenkmal in Wedderien
| Lage                                        | Bezeichnung              | Beschreibung | ID       | Bild |
| ------------------------------------------- | ------------------------ | --- | -------- | ---- |
| Wedderien Nr. 1 53° 5′ 56″ N, 10° 56′ 56″ O | Wohn-/Wirtschaftsgebäude | Langgestrecktes Vierständerhaus mit Vorschauer in Fachwerk mit Backsteinausfachung; unter Halbwalmdach in Hohlpfannendeckung. Errichtet 1862 (i).                                                                      | 30845156 | BW   |
| Wedderien Nr. 1 53° 5′ 55″ N, 10° 56′ 54″ O | Schafstall               | Fachwerkgebäude mit Backsteinausfachung nach Art des Vierständerhauses und unter Halbwalmdach in Reetdeckung. Errichtet 1872(i).                                                                                       | 30845096 | BW   |
| Wedderien Nr. 1 53° 5′ 54″ N, 10° 56′ 56″ O | Scheune                  | Fachwerkbau mit Ausfachungen in Lehmstakung und Backsteinmauerwerk; Halbwalmdach in Reetdeckung, nach Westen weit herabgezogen; ausmittige Längsdurchfahrt. Innengerüst 1652 (d). Errichtet im späten 18. Jahrhundert. | 30845117 |      |